# North Washington (Iowa)
North Washington – miasto w Stanach Zjednoczonych, w stanie Iowa, w hrabstwie Chickasaw. W 2000 roku liczyło 118 mieszkańców.